# ماتیاس اکستروم
ماتیاس اکستروم (سوئدی: Mattias Ekström؛ زادهٔ ۱۴ ژوئیهٔ ۱۹۷۸) راننده رالی اهل سوئد است. وی عضو تیم‌هایی همچون اشکودا موتوراسپورت بوده است.